# 城山 (津市)
城山（しろやま）は、三重県津市の町名。現行行政地名は城山一丁目から城山三丁目。
住宅地として発達した地域であるとともに、障害を持つ人のための施設が集中する地域でもある。

## 地理
津市の南東部、平成の大合併以前の津市の南部に位置する。雲出川と相川の間にある「高茶屋台地」と呼ばれる台地上に広がる。高茶屋台地は一部侵食面を持つ堆積面であり、中下層に細礫、その上に砂層とシルト層が見られる。
地域内は住宅地を中心に特別支援学校、医療機関、福祉施設が立地する。
- 河川：天神川

北は久居小野辺町・藤方、東は高茶屋二丁目、南は高茶屋三丁目・高茶屋六丁目、西は久居小野辺町と接する。

### 丁目
城山地区の南東部を一丁目、北東部を二丁目、西部を三丁目とする。
城山一丁目
南端を天神川が流れる。北に二丁目、西に三丁目がある。
城山二丁目
小森上野城があった場所である。南に一丁目、西に三丁目がある。
城山三丁目
南端を天神川が流れる。東に一丁目と二丁目がある。

## 歴史

### 近世まで
城山地区では、三重県立こころの医療センターが立地する場所に高茶屋大垣内遺跡があり、古墳時代後期の竪穴建物跡や土師器・須恵器を中心に、古代から中世に至る遺物・遺構が見つかっている。ただし大正時代から開発が行われるなど急速な改変が行われたため、遺跡数は少ない地域である。中世には、雲出川を挟んで北側は北朝方の長野工藤氏の領地、南側は南朝方の北畠氏であったため、雲出川沿いには城や砦が築かれた。そのうち、小森上野城が現代の城山二丁目にあたる場所に築かれた。小森上野城は北畠氏家臣の奥山左馬允の城で天文年間（1532年 - 1555年）の末期に安濃郡垂水村鷺山（現：津市垂水）で戦死したという。奥山亡き後は藤方朝成（藤方刑部少輔）が入城し、織田信長が伊勢国に侵攻した永禄12年（1569年）以降は織田方の所領となった。江戸時代は慶長13年（1608年）以降、津藩の配下にあった。

### 近代以降

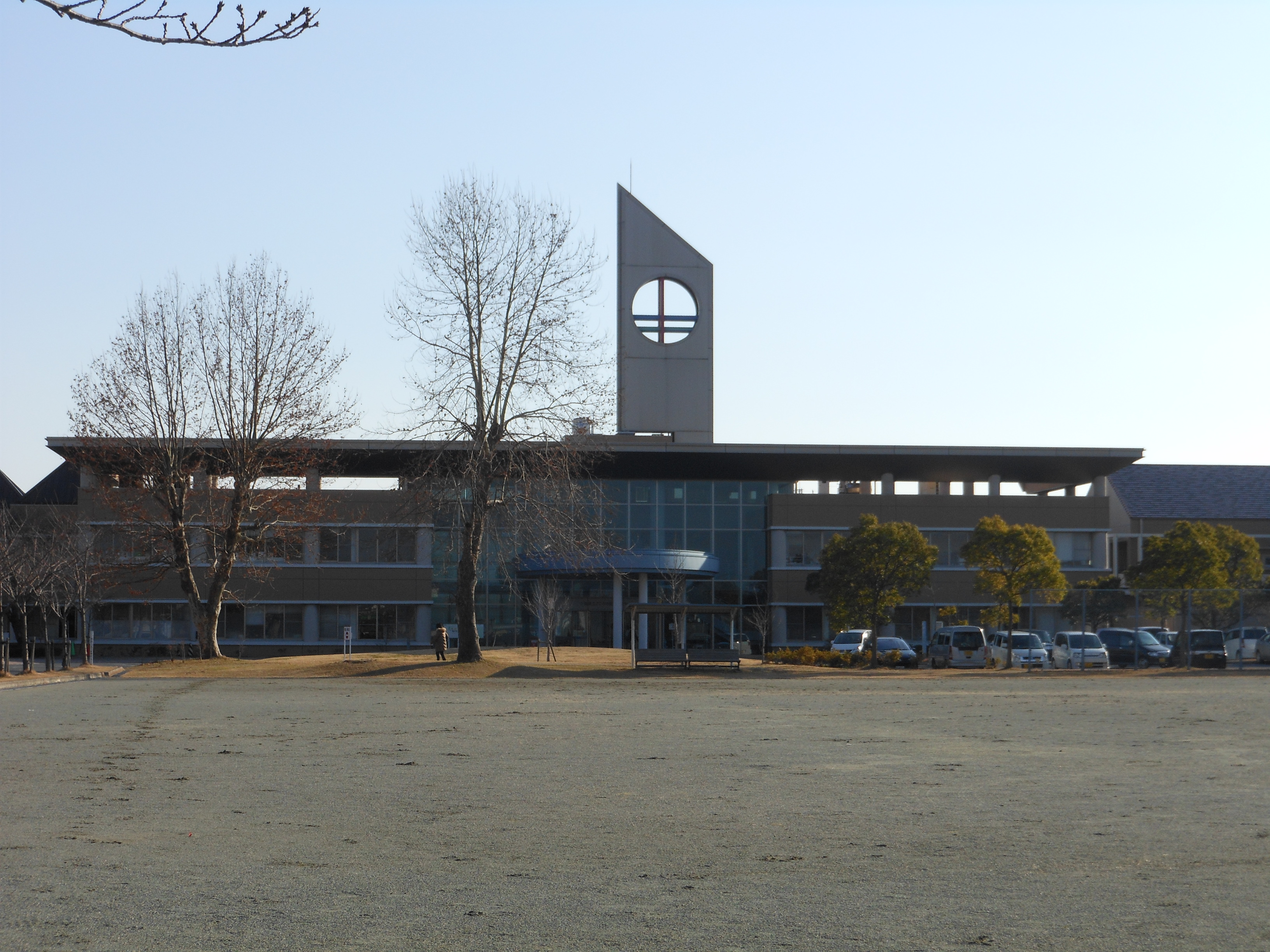
三重県立こころの医療センター

大正時代になると高茶屋台地で大規模な区画整理が実施され、第二次世界大戦中には高茶屋台地上の約270 m2に大日本帝国海軍が従業員35,000人の軍需工場を建設することを決定した。1941年（昭和16年）に「津海軍工廠」（高茶屋海軍工廠）が完成、航空機生産が行われた。城山には工員寄宿舎や工員住宅、物資部本部、海軍共済病院などが設置された。直接的なつながりはないが、海軍共済病院の跡地は三重県立こころの医療センターとなっており、源流と呼べるものである。海軍工廠の建設により、土塁などが残されていた小森上野城の城跡は失われた。
第二次世界大戦後は、海軍工廠の閉鎖により一時は人口が減少するが、跡地に戦災者などが移住して人口が急増した。さらに1950年（昭和25年）、隣接する一志郡久居町本村乙より一部を津市に編入して大字西城山を設置、1954年（昭和29年）に「高茶屋西城山町」へ改称した。さらに住居表示を導入し、津市高茶屋西城山町の全域と高茶屋小森町・小森上野町の一部をもって1981年（昭和56年）3月1日に新町名「城山」が成立した。
障害を持つ人のための施設としては、1950年（昭和25年）に三重県立こころの医療センターの前身である精神病院の三重県立高茶屋病院が開院、同院の児童部門が分離独立して1985年（昭和60年）に三重県立小児心療センターあすなろ学園が設立された。また、あすなろ学園に通う子どもの義務教育を保障するため、津市立高茶屋小学校および津市立南郊中学校の分教室が1967年（昭和42年）に開設され、翌1968年（昭和43年）には日本で初めて情緒障害児学級に指定された。

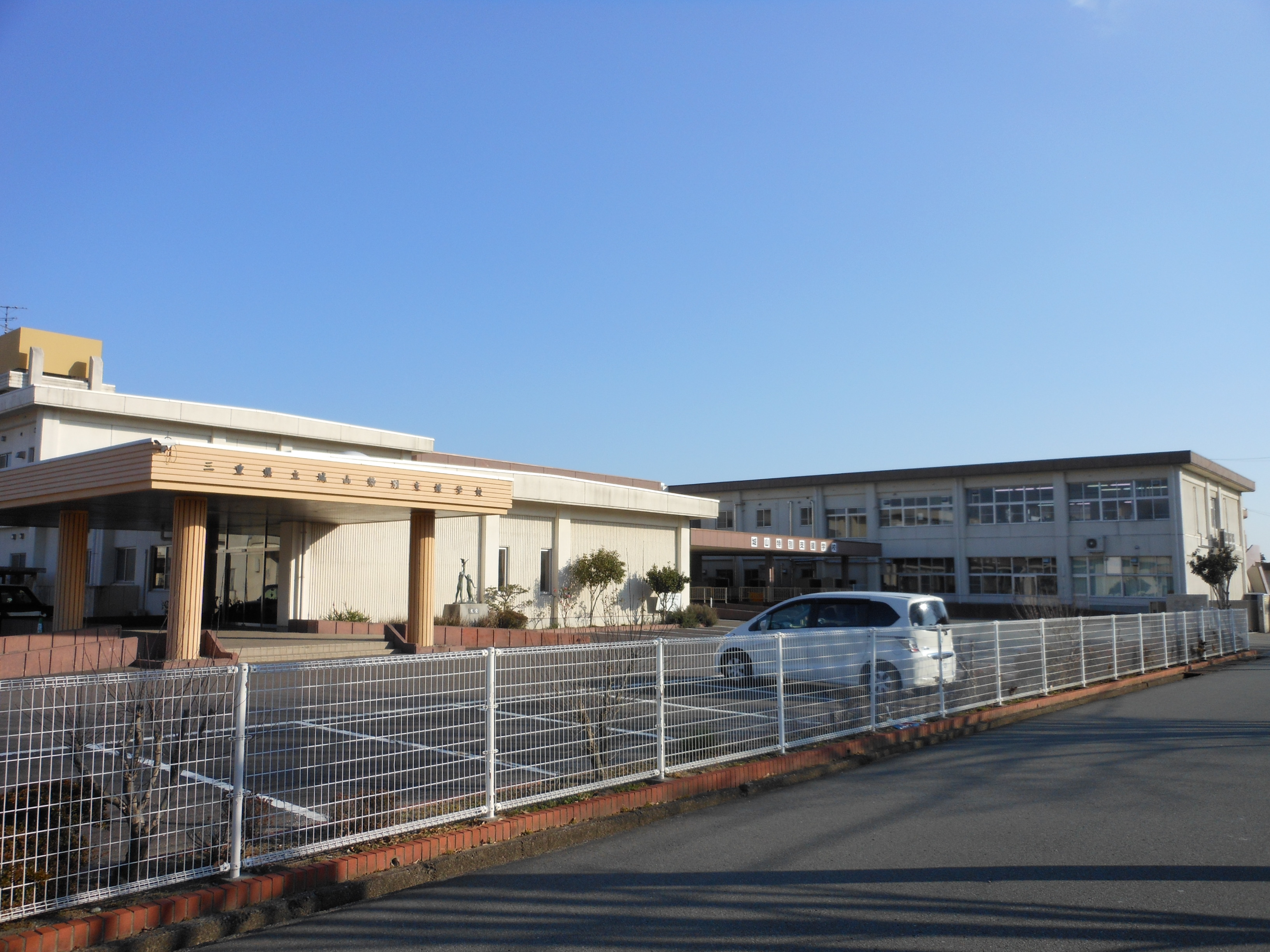
三重県立城山特別支援学校

このほか1957年（昭和32年）に肢体不自由児の療養施設として三重県立草の実学園（現：三重県立草の実リハビリテーションセンター）が設立され、同時に高茶屋小学校・南郊中学校の分校が併設された。この分校は後に県立移管され、三重県立城山特別支援学校草の実分校となっている。1962年（昭和37年）には三重県立養護学校として現在の三重県立城山特別支援学校が開校した。平成に入ってからは民間による施設の設置も進み、1998年（平成10年）に作業所「ありんこ工房」が、2007年（平成19年）に障害者支援施設「城山れんげの里」が設立された。

### 町名の由来
高茶屋小森上野町にあった小字名を採用した。「城山」の名の通り、この地には小森上野城があった。

### 沿革
- 1889年（明治22年）4月1日 - 町村制の施行により、一志郡高茶屋村大字小森・小森上野、一志郡本村大字乙となる。
- 1931年（昭和6年）4月1日 - 本村が久居町に編入され、一志郡高茶屋村大字小森・小森上野、一志郡久居町本村乙となる。
- 1939年（昭和14年）7月1日 - 高茶屋村が津市に編入され、津市大字小森・小森上野、一志郡久居町本村乙となる。
- 1950年（昭和25年） - 一志郡久居町本村乙の一部が津市に編入され、津市大字小森・小森上野・西城山となる。
- 1954年（昭和29年） - 町名変更により、津市高茶屋小森町・高茶屋小森上野町・高茶屋西城山町となる。
- 1981年（昭和56年）3月1日 - 住居表示の実施により、津市城山一 - 三丁目となる。

### 町名の変遷
| 実施後     | 実施年月日               | 実施前 |
| ---------- | ------------------------ | --- |
| 城山一丁目 | 1981年（昭和56年）3月1日 | 高茶屋小森上野町（字 城山・中野山の一部） 高茶屋小森上野町（字 大垣内・己ノ谷の一部）                                                      |
| 城山二丁目 | 1981年（昭和56年）3月1日 | 高茶屋小森上野町（字 城山・鹿ヶ谷・中野山・宮ノ上の一部）                                                                                  |
| 城山三丁目 | 1981年（昭和56年）3月1日 | 高茶屋小森上野町（字 城山・己ノ谷・野田・町屋の一部） 高茶屋小森町（字 己ノ谷・野田・町屋の一部） 高茶屋西城山町全域 藤方（字 黒木の一部） |

## 世帯数と人口
2019年（令和元年）6月30日現在の世帯数と人口は以下の通りである。
| 丁目       | 世帯数    | 人口    |
| ---------- | --------- | ------- |
| 城山一丁目 | 349世帯   | 765人   |
| 城山二丁目 | 442世帯   | 861人   |
| 城山三丁目 | 533世帯   | 887人   |
| 計         | 1,324世帯 | 2,513人 |

### 人口の変遷
国勢調査による人口の推移
| 1995年（平成7年）  | 3,669人 | [ 29 ] |  |
| 2000年（平成12年） | 3,202人 | [ 30 ] |  |
| 2005年（平成17年） | 3,108人 | [ 31 ] |  |
| 2010年（平成22年） | 2,907人 | [ 32 ] |  |
| 2015年（平成27年） | 2,710人 | [ 33 ] |  |

### 世帯数の変遷
国勢調査による世帯数の推移
| 1995年（平成7年）  | 1,211世帯 | [ 29 ] |  |
| 2000年（平成12年） | 1,176世帯 | [ 30 ] |  |
| 2005年（平成17年） | 1,274世帯 | [ 31 ] |  |
| 2010年（平成22年） | 1,213世帯 | [ 32 ] |  |
| 2015年（平成27年） | 1,173世帯 | [ 33 ] |  |

## 学区
市立小・中学校に通う場合、学区は以下の通りとなる。
| 丁目       | 番・番地等 | 小学校             | 中学校           |
| ---------- | ---------- | ------------------ | ---------------- |
| 城山一丁目 | 全域       | 津市立高茶屋小学校 | 津市立南郊中学校 |
| 城山二丁目 | 全域       | 津市立高茶屋小学校 | 津市立南郊中学校 |
| 城山三丁目 | 全域       | 津市立高茶屋小学校 | 津市立南郊中学校 |

## 交通
鉄道
城山を通る鉄道はない。最寄り駅はJR紀勢本線高茶屋駅。
道路
- 三重県道114号上浜高茶屋久居線 - 城山の中央部を南北に通り、一・二丁目と三丁目の境界線となっている。

路線バス
■三重交通（中勢営業所管内）
- 城山西・城山東・西城山バス停
  - 34系統 津駅
  - 34系統 警察学校

## 施設
| - 三重県立こころの医療センター - 三重県立小児心療センターあすなろ学園 - 三重県立草の実リハビリテーションセンター - 三重県立城山特別支援学校 - 草の実分校 - つくしんぼ保育所 - 津市立高茶屋小学校あすなろ分校 - 津市立南郊中学校あすなろ分校 - 障害者支援施設 城山れんげの里 - 社会福祉法人 夢の郷 - ありんこ工房 | - 城山会館 - 東城山公園 - 西城山集会所 - 城山加圧ポンプ所 - 百五銀行津城山支店 - 三十三銀行高茶屋支店 - eisu高茶屋校 - 津城山郵便局 |

## その他

### 日本郵便
- 郵便番号 : 514-0818[4]（集配局：津中央郵便局[35]）。